# Sinocrassula indica
Sinocrassula indica är en fetbladsväxtart som först beskrevs av Joseph Decaisne, och fick sitt nu gällande namn av Alwin Berger. Sinocrassula indica ingår i släktet Sinocrassula och familjen fetbladsväxter.

## Underarter
Arten delas in i följande underarter:
- S. i. forrestii
- S. i. luteorubra
- S. i. maculosa
- S. i. obtusifolia
- S. i. paniculata
- S. i. serrata
- S. i. viridiflora